# Felício dos Santos
Felício dos Santos är en kommun i Brasilien.   Den ligger i delstaten Minas Gerais, i den sydöstra delen av landet, 600 km sydost om huvudstaden Brasília. Antalet invånare är 5 137.
Omgivningarna runt Felício dos Santos är huvudsakligen savann. Runt Felício dos Santos är det glesbefolkat, med 14 invånare per kvadratkilometer.